# 天荒坪镇
天荒坪镇是中华人民共和国浙江省湖州市安吉县下辖的一个镇。

## 歷史沿革
1992年7月，山河鄉更名爲天荒坪鎮，9月，撤銷白水灣鄉建制，併入天荒坪鎮。
1999年1月15日，天荒坪镇下扇村划归递铺镇。:68
2000年，撤销港口乡，港口、西鹤、东坞、王鹤4个行政村划入天荒坪镇。:68

## 行政区划
天荒坪镇下辖以下村级行政区划单位：
白水湾村、井村、马吉村、山河村、余村、银坑村、横路村、大溪村、西鹤村、五鹤村和港口村。

## 世界最佳旅游乡村
2024年11月15日，余村被联合国旅游组织执行委员会列入2024年“最佳旅游乡村”名单。